# Самора, Марта
Ма́рта Само́ра (исп. Marta Zamora; род. 30 сентября 19хх, Мехико, Мексика) — мексиканская актриса, общественный деятель и режиссёр.

## Биография
Родилась 30 сентября 19хх года в Мехико. Первоначально в молодости дебютировала в качестве театральной актрисы, в 1963 году дебютировала в мексиканском кинематографе и с тех пор приняла участие свыше чем в 42 работах в кино и телесериалах в качестве актрисы и режиссёра, является также мастером дубляжа. Работает также в сфере общественной деятельности — являлась членом ANDA по следующим направлениям: первый председатель национального актёрского комитета, вокального комитета и являлся председателем комиссии по детской культуре фонда памяти Долорес дель Рио. Лауреат 13 наград и премий, как в области киноискусства, так и в области общественной деятельности.

## Фильмография

### Теленовеллы
- Daniela (2002) .... Enriqueta "Queta" Montijo de Gamboa
- Besos prohibidos (1999) .... Dolores
- Yacaranday (1997) .... Leonor
- Amada enemiga (1997) .... Malena
- Мария из предместья (1995) .... Carmen
- Маримар (1994) .... Perfecta
- Мария Мерседес (1992) .... Herminia
- Mi pequeña Soledad (1990) .... Amparo
- Грех Оюки (1988) .... Hellen
- Yesenia (1987) .... Doña Casilda
- Ave fénix (1986)
- Muchachita (1986) .... Bertha
- Los años felices (1984) .... Elisa
- Близнецы(Las gemelas) (1972)
- Aventuras de Huck (1969)
- El usurero (1969)
- Maximiliano y Carlota (1965)
- La desconocida (1963)

### Многосезонные ситкомы
- Как говорится (2011-н. в.; снялась в 2016 году) .... (episodio "Lo que tiene que suceder, sucederá")
- Роза Гваделупе (2008-н. в.; снялась с 2010 по 2016 гг.) .... Constanza (episodio "El precio de la verdad")
- Lo que callamos las mujeres (2001) .... Directora (episodio "Mamá dos veces")
- Женщина, случаи из реальной жизни (1985-2007; снялась с 1990 по 1997 гг.) (4 episodios)
- Teleteatros
- Mi secretaria
- Nosotros los Gómez
- El hermano Farid

### Художественные фильмы
- Hijas de su madre: Las Buenrostro (2005)
- A simple vista (2005)
- Me llaman Madrina (1997)
- Reclusorio (1997)
- Pueblo viejo (1993)
- Traficantes de niños (1992)
- Vuelve a tu primer amor (1989)
- Estigma (1988)
- Noche de califas (1987)
- La casa de Bernarda Alba (1982)
- El amor de mi vida (1979)
- La cas del pelícano (1978)
- El jardín de los cerezos (1978)
- Las cenizas del diputado (1977)
- Volver, volver, volver (1977)
- Maten al león (1977)
- México, México, ra ra ra (1976)
- La venida del Rey Olmos (1975)
- La casa del Sur (1975)
- El infierno de todos tan temido (1975)
- Los marcados (1971)
- Emiliano Zapata (1970)
- Confesiones de una adolescente (1970)
- Los recuerdos del porvenir (1969)
- La hora de los niños (1969)
- La otra ciudad (1967)
- La mente y el crimen (1964)
- Los signos del zodíaco (1963)

## Театральные работы
- Mame
- Hello, Dolly!
- Los Fantástikos
- Paren al mundo quiero bajarme
- Un tipo con suerte
- La señorita Julia
- Вишнёвый сад
- La tercera soledad
- Sida... así es la vida
- Дракула
- La loba
- El Hombre Elefante